# Aaron Pitchkolan
Aaron Pitchkolan (ur. 14 marca 1983 w Aurorze w stanie Kolorado) – amerykański piłkarz występujący na pozycji obrońcy lub pomocnika.

## Kariera

### College
Chodził do szkoły Regis Jesuit High School w Aurorze. Rozpoczynając swoją karierę uczył się na uniwersytecie w Tampie, gdzie rozegrał 19 meczów w NCAA Division II. Pitchkolan został przeniesiony do West Virginia University. Zagrał tam 54 mecze, strzelając 11 goli przez trzy sezony. Później zaczął grać w rezerwach Colorado Rapids w USL Premier Development League.

### Zawodowa
Brał udział w MLS Supplemental Draft i 2 rundzie został wybrany przez FC Dallas. Zadebiutował w MLS 15 maja 2005 wchodząc za Careya Talley przeciwko Colorado Rapids. Mecz później, 22 maja 2005 zdobył swojego pierwszego gola w wygranym meczu 5-2 przez Dallas przeciwko CD Chivas USA. Razem w Dallas zagrał 68 meczów i strzelił 5 bramek. 28 kwietnia 2009 został sprzedany do San Jose Earthquakes. Zagrał tylko 9 spotkań nie zdobywając żadnego gola. Został zaproszony na testy do ŁKSu Łódź, lecz drużyna z Łodzi nie spełniała jego oczekiwań finansowych. Następnie przebywał na testach w Arce Gdynia, w barwach której rozegrał sparing z Orkanem Rumia.
Pod koniec kwietnia 2010 podpisał kontrakt Rochester Rhinos grającym w D2 Pro League i spędził tam sezon 2010. Następnie występował w zespołach NASL – Puerto Rico Islanders, San Antonio Scorpions, Minnesota United FC oraz Jacksonville Armada FC. W 2017 roku zakończył karierę.
W MLS rozegrał 77 spotkań i zdobył 5 bramek.